# LXXX Korpus Armijny (III Rzesza)
LXXX Korpus Armijny – niemiecki korpus armijny, uczestniczył w agresji na Polskę i Danię. 
Sformowany w sierpniu 1939 roku w Schwerinie w II Okręgu Wojskowym z dowództwa Odcinka Straży Granicznej jako Korpus Kaupisch. Występował też pod nazwą XXXI Dowództwo Korpusu i od 27 maja 1942 roku jako LXXX Korpus. W 1939 roku brał udział w agresji na Polskę, w 1940 roku w agresji na Danię. Uczestnicząc w walkach z oddziałami Wojska Polskiego zdobył Gdynię i występował w tym czasie jako Korpus Kaupisch. W latach 1940–1945 stacjonował w Europie Zachodniej, po utworzeniu II frontu prowadził działania bojowe przeciw wojskom aliantów zachodnich. 

## Dowódcy korpusu
- gen. Leonhard Kaupisch[4]
- gen. Curt Gallenkamp (do 7.08.1944)
- gen. Franz Beyer (7.08.1944 - 28.04.1945)[5]

## Struktura organizacyjna
Skład w czasie agresji na Danię:
- 170 Dywizja Piechoty
- 198 Dywizja Piechoty
- 11 Brygada Strzelców Zmotoryzowanych

Skład w 1944 roku:
- 5 Dywizja Spadochronowa
- 48 Dywizja Piechoty
- Kampfgruppe Dywizji Pancernej Lehr